# SSSS.Dynazenon
SSSS.Dynazenon (стилизовано как SSSS.DYNɅZENON) — аниме-сериал 2021 года, сиквел SSSS.Gridman. Проект являются частью общей вселенной Gridman Universe, созданной в 2018 году на основе токусацу сериала 1993—1994 годов Gridman the Hyper Agent компанией Tsuburaya Productions. Премьера сериала состоялась 2 апреля 2021 года.

## Сюжет
Обычный старшеклассник Ёмоги Асанака однажды встречает Гауму, называющего себя «призывателем кайдзю». Когда на город нападает один из кайдзю, Гаума призывает робота Дайназенона, чтобы сразиться с ним. Ёмоги, его одноклассница Юмэ Минами и местный NEET Коёми Яманака оказываются втянуты в это сражение и становятся пилотами робота вместе с Гаумой. Вместе им придется узнать, что стоит за атаками кайдзю и остановить их.

## Персонажи
Гаума (яп. ガウマ)
Сэйю: Дайки Хамано
Таинственный человек, подружившийся с Ёмоги после того, как тот накормил его. Гаума — может использовать кайдзю, но его сила управления ими ослабла, так что ему приходится пилотировать Дайназенона в бою против них.
Ёмоги Асанака (яп. 麻中 蓬 Асанака Ёмоги)
Сэйю: Дзюнъя Эноки
Ученик первого года старшей школы, подрабатывающий в местном супермаркете. Он подружился с Гаумой и был вовлечен им в пилотирование Дайназенона.
Юмэ Минами (яп. 南 夢芽 Минами Юмэ)
Сэйю: Сион Вакаяма
Одна из одноклассников Ёмоги. Она тоже была втянута Гаумой в пилотирование Дайназенона.
Коёми Яманака (яп. 山中 暦 Яманака Коёми)
Сэйю: Юитиро Умэхара
NEET, ровесник Ёмоги, также вовлеченный в пилотирование мехи Гаумой.
Тисэ Асукагава (яп. 飛鳥川 ちせ Асукагава Тисэ)
Сэйю: Тика Андзай
Кузина Коёми.
Дайназенон (яп. ダイナゼノン Дайнадзэнон)
Робот, призванный Гаумой с помощью драконьего орнамента. Он требует 4 пилота для управления. Дайназенон может разделяться на небольшого робота и три транспорта и пересобираться в драконоподобного Дайна Рекса (яп. ダイナレックス Дайна Рэккусу).

## Производство
Аниме-проект был анонсирован в декабре 2019 года в ходе эвента Tsubucon компании Tsuburaya Productions. На тот момент было объявлено, что над производством будет работать команда предыдущего сериала, включая Амэмию в роли режиссёра, сценариста Хасэгаву, дизайнера персонажей Сакамото и композитора Сагису. Амэмия выразил надежду, что успех SSSS.Dynazenon даст дорогу другим проектам, связанным с Gridman. Первые пять актёров озвучивания были анонсированы в мае 2020 года, а также был представлен ключевой арт с основными персонажами. Первый тизер был показан в октябре 2020 года.
В декабре 2020 года была анонсирована дополнительная информация на Tokyo Comicon 2020. Стали известны имена еще нескольких актеров, дизайнером заглавной мехи Дайназенон стал Цуёси Нонака, а Такара Томи наконец вернулся к работе над проектом после участия в Gridman the Hyper Agent в 1993 году. Премьера сериала прошла 2 апреля 2021 года на Tokyo MX, BS11 и MBS.

## Критика
Ещё до своей премьеры сериал уже часто называли среди самых ожидаемых в сезоне, во многом из-за популярности его предшественника. Превью аниме на основе его первой серии также получило высокие оценки критиков.